# Phoxinus phoxinus
El piscardo, pescardo o foxino (Phoxinus phoxinus) es un pez cipriniforme de la familia de los ciprínidos.
Se trata de un pez gregario de agua dulce de pequeño tamaño, que suele desplazarse formando cardúmenes numerosos y habita por todo el continente euroasiático en aguas frías y bien oxigenadas cuyas temperaturas se sitúan entre 2 °C y 20 °C. En ocasiones se utiliza como cebo y alimento para truchas en algunas piscifactorías.
El piscardo es un pez pequeño, que no suele superar los 10 cm de longitud. Su cuerpo es alargado, y la cabeza grande en comparación. Presenta pequeñas escamas. Su coloración es variable en función de la época del año, y suelen vivir una media de 6 años. Por lo general habitan en los tramos medios y altos de los ríos. Su reproducción tiene lugar entre los meses de abril y julio, y para llevarla a cabo la temperatura del agua debe superar los 12 °C.
Se alimenta de larvas, insectos, crustáceos, gusanos, plancton y moluscos de pequeño tamaño.
En la península ibérica se localiza sobre todo en zonas septentrionales, como en las cuencas altas del Duero y del Ebro, donde se considera especie introducida. No obstante, hay lugares donde se le considera especie autóctona, como en el este del río Narcea, en la cuenca del Mediterráneo, o al norte del Ebro.